# Leoville (Île-du-Prince-Édouard)
Leoville est une communauté situé sur la route 158 dans le comté de Prince sur l'Île-du-Prince-Édouard, Canada, au sud-ouest de Tignish.
Adjacent à Harper et au sud-ouest du village de Tignish, la communauté est nommée pour le pape Léon XIII.  Il fut créé le 3 décembre 1946 pour séparer le nord et le sud du chemin Harper, en de différents districts scolaires.

## Voir
- Tignish
- Harper
- Route 156 (Palmer Road)
- Route 158 (Harper Road)
- Route 159
- Route 160